# Govenia elliptica
Govenia elliptica là một loài thực vật có hoa trong họ Lan. Loài này được S.Watson mô tả khoa học đầu tiên năm 1891.